# Pinoké

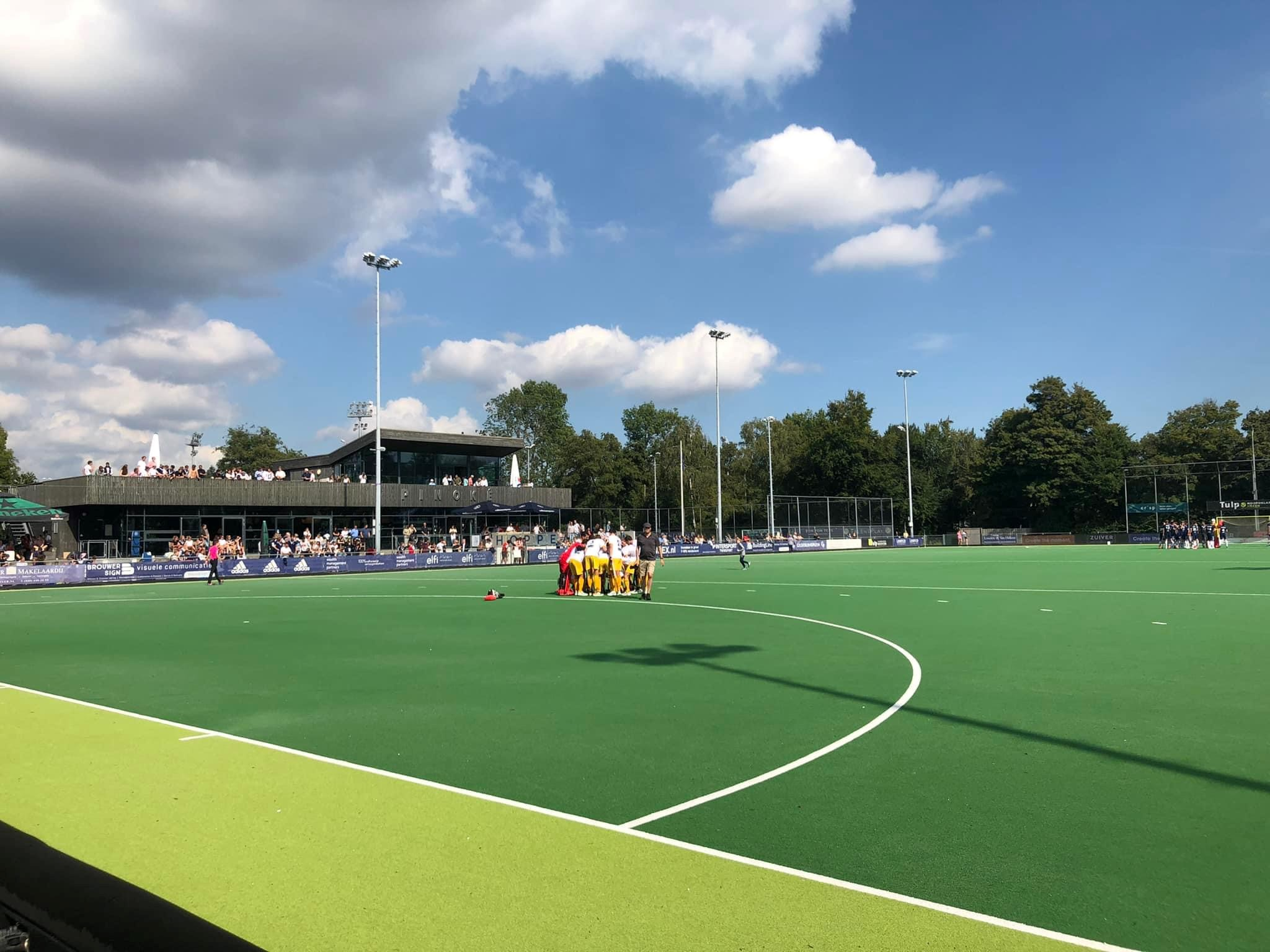
Pinoké in Amsterdamse Bos, Amstelveen

Pinoké is een Nederlandse hockeyclub uit de Nederlandse plaats Amstelveen (provincie Noord-Holland). De heren en dames komen beide uit op het hoogste niveau. Bij de jeugd wordt er gespeeld op het landelijke niveau, waarbij vanuit de jeugdopleiding wordt gestreefd om iedere speler beter te maken. Het terrein is gevestigd in het Amsterdamse Bos, pal naast het Wagenerstadion, waar buurman Amsterdam speelt.

## Geschiedenis
Op 23 januari 1929 werd de Amsterdamsche Mixed Hockeyclub O.K. (ook wel Oh Kay  genoemd in die dagen, wat stond voor In orde) opgericht door Frans Klauwers, Paul Leistnikow en Rien Weijerman, maar O.K. speelde al lang voor de officiële oprichtingsdatum in de Noord-Hollandsche competitie. Bij deze rooms-katholieke club speelden in die periode vooral studenten die tijdens hun middelbareschooltijd bij HIC speelden. In 1930 volgde de oprichting van de Amsterdamsche Hockey Club Pinokkio door Otto Cornelissen. Deze club van protestants-christelijke grondslag trad in 1932 toe tot de hockeybond. Vlak na de Tweede Wereldoorlog fuseerden beide clubs en werden de clubnamen in elkaar verweven: Pinoké. Deze fusie werd formeel op 1 september 1945 van kracht. Het logo van de club bevat een illustratie van de bekende houten hoofdpersoon uit het gelijknamige boek van de Italiaan Carlo Collodi uit 1883. De bijnaam van de club is tevens een verwijzing naar de puntige neus van Pinokkio.
Voor de fusie speelde O.K. op verschillende locaties in Amsterdam-Zuid, waaronder de Zuidelijke wandelweg en vanaf 1938 op het Museumplein. In 1942 namen de Duitsers het Museumplein in bezit. Amsterdam H&BC bood toen onderdak aan O.K. gedurende de oorlog. Pinokkio speelde voor de fusie onder meer bij het Olympisch stadion. Vanaf 1938 speelde Pinokkio op het terrein van de Twentsche Bank (later ABN) in het nieuw aangelegde Amsterdamse Bos pal naast het Wagenerstadion, dat toentertijd ook werd gebouwd. Nog altijd verwijst de nabijgelegen voetbalclub VV ABN AMRO naar de voormalige eigenaar van het terrein. In 1971 bouwde Pinoké onder leiding van Toon Bovenlander een karakteristiek clubhuis. Deze Noorse blokhut groeide mee met het ledenaantal van de club en werd in 1977, 1995 en 2001 verbouwd om van 340 leden begin jaren 70 naar 1.500 leden in 2002 te kunnen. De blokhut bleef een karakteristiek en herkenbaar element in de clubcultuur van Pinoké.
Doordat de blokhut simpelweg te klein was geworden om het grote aantal leden (ruim 2.000 leden) op te kunnen vangen, werd vanaf de zomer van 2009 gebouwd aan een nieuw clubhuis. In de zomer van 2010 werd het nieuwe clubhuis opgeleverd en op 2 oktober 2010 werd deze feestelijk in gebruik genomen. Aanvankelijk werd geprobeerd om de blokhut te verkopen, maar dat leverde niks op. In augustus van 2010 werd afscheid genomen van de blokhut en werd deze afgebroken.
In de daaropvolgende jaren heeft Pinoké geïnvesteerd in 2 nieuwe watervelden, 2 nieuwe semi-watervelden en ledverlichting. Sinds het seizoen 2021-22 beschikt Pinoké over haar eigen blaashal, Pinoké Elfi Dome.

## Tophockey
Zowel de vrouwen als de mannen van de Steekneuzen spelen in de hoogste afdeling van de Nederlandse hockeycompetitie, de Hoofdklasse.
Dames 1: Sinds het seizoen 2018/2019 speelt Dames 1 weer in de Hoofdklasse en heeft in het seizoen 2024/2025 haar beste seizoen gedraaid: 3e van Nederland en speelden in de Play-offs tegen SCHC, waarin verloren werd. Dames 1 staat onder leiding van coach Daan Sabel (sinds 2019). In het seizoen 2016/2017 degradeerde Dames 1 naar de Overgangsklasse, na 12 jaar in de Hoofdklasse gespeeld te hebben. De teleurstelling was echter maar voor één seizoen, want meteen in het seizoen 2017/2018 promoveerde Dames 1 weer naar de Hoofdklasse. De bijdrage van coach Hans Oostindie was daarin groot. Eerder promoveerde Dames 1 naar de Hoofdklasse in het seizoen 2004/2005, maar ook in het seizoen 1996/1997, waarna 5 jaar in de Hoofdklasse werd gespeeld, en het seizoen 1988/1989, waarna 1 jaar in de Hoofdklasse werd gespeeld. Dames 1 was in het seizoen 1976/77 wel heel dicht bij het Nederlands Kampioenschap maar verloor dat op basis van het onderlinge resultaat met Were Di. De competitie werd toen afgewerkt in 4 districten, waarna door de nr 1 + 2 van deze districten een halve competitie werd gespeeld.
Zaal: In 2022 haalde Dames 1 de halve finale van het NK Zaalhockey onder leiding van zaalcoach Kiki Collot d'Escury, waar ze verloren van de latere winnaar Den Bosch. In 2023 haalde Dames 1 opnieuw de halve finales van het NK Zaalhockey waar via shootouts gewonnen werd van Amsterdam. In de finale werd HDM verslagen met 2-1. Ook nu stond het team onder leiding van zaalcoach Kiki Collot d'Escury.
Heren 1: De mannenploeg speelt sinds het seizoen 2000/2001 continu in de Hoofdklasse. In het seizoen 2004/2005, onder leiding van trainer-coach Norbert Nederlof, handhaafde Heren 1 zich door eind mei 2005 stadgenoot Hurley in de promotie/degradatie play-offs te verslaan. Niettemin werd Nederlof aan het einde van het seizoen 2004/2005 vervangen door Maarten Janssen. Met hem handhaafden de Steekneuzen zich op de laatste competitiedag in het seizoen 2005/2006 door te winnen van HGC. Jansen werd aan het begin van seizoen 2006-2007 opgevolgd door Pieter Offerman. Eerder promoveerde Heren 1 naar de Hoofdklasse in het seizoen 1986/1987 (4 seizoenen), als ook in het seizoen 1991/1992 (6 seizoenen). Momenteel is Jesse Mahieu coach van Heren 1 en onder zijn leiding won Heren 1 in 2018 de KNHB Gold Cup. In het seizoen 2021/22 bereikte Heren 1 de 2e plaats en daarmee de Play-offs van de Hoofdklasse Hockey. In de halve finale werd Amsterdam in het Wagenerstadion na shoot-outs verslagen (2-2 in reguliere tijd). Bij de thuiswedstrijd op veld 16 met 2800 toeschouwers, werd Amsterdam opnieuw, maar nu met 3-0 verslagen. De 1ste finalewedstrijd thuis werd onder een uitzinnig publiek na shoot-outs verloren van Bloemendaal (3-3 in reguliere tijd), waarna ook de 2e wedstrijd met 3-0 werd verloren. Heren 1 zijn ondanks het verlies heel knap 2e geworden van de Hoofdklasse Hockey en daardoor mochten ze debuteren in de Euro Hockey League. In de 1ste wedstrijd tegen Slavia Praag werd het maar liefst 16-0. In de EHL FINAL8, georganiseerd op Pinoké, werd in de kwartfinale met 2-3 verloren van Royal Racing Club de Bruxelles.
In 2023 zijn de hockeyers voor het eerst in de clubgeschiedenis landskampioen geworden. In en tegen Bloemendaal boekten de Amstelveners een sensationele 4-0 overwinning. De eerste finale, die zaterdag in Amstelveen werd gespeeld, eindigde in een 1-1 gelijkspel. Het kampioenschap was niet alleen bijzonder omdat het de eerste landstitel voor Pinoké was. Het was een imponerende revanche op Bloemendaal, dat vorig jaar in de eindstrijd juist van Pinoké won. Ook stelde Pinoké, dat vierde werd op de ranglijst, pas laat een ticket voor de play-offs voor de landstitel veilig.
Als landskampioen mocht Pinoké in 2024 ook weer meedoen aan de Euro Hockey League. Na 1-0 winst tegen Real Club de Polo (kwartfinale), volgde een 1-4 winst tegen Old Georgians HC in de halve finale. De finale werd met 1-0 gewonnen van SV Kampong. Pinoké wint de EHL! 
Zaal: Onder leiding van zaalcoach Joep van der Loo won Heren 1 in 2022 het NK Zaalhockey. In 2023 kwamen de Steekneuzen tot de halve finale van het NK Zaalhockey, waar werd verloren van de latere winnaar HDM.
Jeugd: Bij de jeugdopleiding van Pinoké streeft Pinoké ernaar om iedere speler beter te maken. Voor jeugdtophockey betekent dat er gestreefd wordt om jaarlijks op het hoogste niveau te spelen. Daarbij is tevens het doel om spelers op te leiden voor zowel Dames 1 als Heren 1. Dit doet Pinoké door haar opleiding continu te verbeteren en te vernieuwen en zo ernaar te streven om een van de beste jeugdopleidingen van Nederland te zijn. Het gedachtegoed van Max Koops, waarnaar ook Koops Corner in het clubhuis is vernoemd, speelt daarin nog steeds een rol.

## Erelijst

### Heren
- Hoofdklasse (1)
  - 2023
- KNHB Gold Cup: (1)
  - 2018
- Nederlands Kampioenschap Zaalhockey (1)
  - 2022
- Euro Hockey League (1)
  - 2024

### Dames
- Nederlands Kampioenschap Zaalhockey: 2023

### Jeugd
- NK JO18: 2010, 2016, 2020 (zaal)
- NK JO16: 2014 (veld & zaal), 2015 (zaal), 2017 (zaal), 2018 (veld & zaal), 2024 (veld & zaal))
- NK MO16: 1995, 2011, 2012, 2014

## Resultaten
| 1 |

| 5 W e s t |

| 5 W e s t |

| 2 |

| 4 W e s t |

| 4 W e s t |

| 5 W e s t |

| 7 W e s t |

| 7 B |

| 10 A |

| 10 A |

| 11 A |

| 4 B |

| 2 B |

| 1 B |

| 1 B |

| 11 |

| 2 B |

| 3 A |

| 3 A |

| 2 A |

| 2 A |

| 2 A |

| 1 B |

| 9 |

| 9 |

| 7 |

| 9 |

| 12 |

| 2 B |

| 3 B |

| 1 B |

| 7 |

| 7 |

| 8 |

| 11 |

| 11 |

| 7 |

| 7 |

| 8 |

| 10 |

| 10 |

| 10 |

| 12 |

| 1 B |

| 8 |

| 5 |

| 5 |

| 5 |

| 5 |

| 5 |

| 3 |

| Tweede Klasse West |

| Eerste Klasse |

| Overgangsklasse |

| Promotieklasse |

| Hoofdklasse |

| Tweede Klasse West |

| Eerste Klasse |

| Overgangsklasse |

| Promotieklasse |

| Hoofdklasse |

| 1 |

| 5 W e s t |

| 5 W e s t |

| 2 |

| 4 W e s t |

| 4 W e s t |

| 5 W e s t |

| 7 W e s t |

| 7 B |

| 10 A |

| 10 A |

| 11 A |

| 4 B |

| 2 B |

| 1 B |

| 1 B |

| 11 |

| 2 B |

| 3 A |

| 3 A |

| 2 A |

| 2 A |

| 2 A |

| 1 B |

| 9 |

| 9 |

| 7 |

| 9 |

| 12 |

| 2 B |

| 3 B |

| 1 B |

| 7 |

| 7 |

| 8 |

| 11 |

| 11 |

| 7 |

| 7 |

| 8 |

| 10 |

| 10 |

| 10 |

| 12 |

| 1 B |

| 8 |

| 5 |

| 5 |

| 5 |

| 5 |

| 5 |

| 3 |

| Tweede Klasse West |

| Eerste Klasse |

| Overgangsklasse |

| Promotieklasse |

| Hoofdklasse |

| Tweede Klasse West |

| Eerste Klasse |

| Overgangsklasse |

| Promotieklasse |

| Hoofdklasse |

| 7 |

| 4 |

| 2 |

| 5 |

| 2 |

| 1 |

| 6 D |

| 1 D |

| 8 A |

| 5 A |

| 9 A |

| 3 A |

| 4 B |

| 1 B |

| 9 |

| 10 |

| 10 |

| 11 |

| 1 A |

| 10 |

| 7 |

| 8 |

| 6 |

| 5 |

| 11 |

| 2 B |

| 1 B |

| 7 |

| 8 |

| 8 |

| 7 |

| 10 |

| 9 |

| 11 |

| 11 |

| 11 |

| 8 |

| 5 |

| 5 |

| 6 |

| 8 |

| 9 |

| 9 |

| 8 |

| 10 |

| 8 |

| 8 |

| 5 |

| 2 |

| 1 |

| 5 |

| 7 |

| Tweede Klasse West |

| Eerste Klasse |

| Overgangsklasse |

| Promotieklasse |

| Hoofdklasse |

| Tweede Klasse West |

| Eerste Klasse |

| Overgangsklasse |

| Promotieklasse |

| Hoofdklasse |

| 7 |

| 4 |

| 2 |

| 5 |

| 2 |

| 1 |

| 6 D |

| 1 D |

| 8 A |

| 5 A |

| 9 A |

| 3 A |

| 4 B |

| 1 B |

| 9 |

| 10 |

| 10 |

| 11 |

| 1 A |

| 10 |

| 7 |

| 8 |

| 6 |

| 5 |

| 11 |

| 2 B |

| 1 B |

| 7 |

| 8 |

| 8 |

| 7 |

| 10 |

| 9 |

| 11 |

| 11 |

| 11 |

| 8 |

| 5 |

| 5 |

| 6 |

| 8 |

| 9 |

| 9 |

| 8 |

| 10 |

| 8 |

| 8 |

| 5 |

| 2 |

| 1 |

| 5 |

| 7 |

| Tweede Klasse West |

| Eerste Klasse |

| Overgangsklasse |

| Promotieklasse |

| Hoofdklasse |

| Tweede Klasse West |

| Eerste Klasse |

| Overgangsklasse |

| Promotieklasse |

| Hoofdklasse |

## (Oud-)internationals van Pinoké
- Marlieke Oltmans (K)
- Ingrid Breedveld (zaal)
- Balder Bomans
- Erikjan Hinnen
- Danny Bree
- Lisanne de Roever (K)
- Benjamin van Kessel
- Lieve van Kessel
- Lijsbeth van Kessel
- Jeroen Koops
- Margje Teeuwen
- Jesse Mahieu
- Kiki Collot d'Escury
- Roël Kuyvenhoven
- Fleur van Dooren
- Timme Hoyng
- Derck de Vilder
- Ginella Zerbo
- Charlotte Vega
- Kelly Jonker ('21-'22)
- Stella van Gils ('18-'21)
- Maxime Kerstholt ('18-'23)
- Lisanne de Lange ('20-'23)
- Dennis Warmerdam ('10-'22)
- Lieke van Wijk (zaal)
- Elin van Erk (zaal)
- Hidde Brink (K)
- Kiki Gunneman (K)
- Niek Merkus (zaal)
- Maria Steensma
- Miles Bukkens
- Joep Troost
- Lana Kalse (5S)
- Boris Aardenburg
- Daan Bonhoff
- Imke Verstraeten ('21-'25)
- Pam van der Laan

Overige internationals:
- Florencia Habif
- Augustin Mazzilli
- Des Abbott
- Eli Matheson
- Gaby Nance
- Aran Zalewski
- Florent van Aubel ('20-  )
- Sebastien Dockier ('20-'25)
- Alexander Hendrickx ('19-'24)
- Niklas Wellen ('21-'23)
- Luca Wolff ('21-  )
- Anna O'Flanagan
- Fabio Blom
- Samantha Charlton
- Jake Smith
- Maarten Heerink
- Fabio Vieira
- Jacob Draper ('24-  )
- Giles Bonnet
- Lloyd Madsen
- Justin Reid-Ross
- Yong-Ho Seo
- Nam-yong Lee
- Jack Waller ('25-  )
- Thies Prinz ('26-  )
- Teo Hinrichs ('26-  )